# Slaget vid Telamon

Slaget vid Telamon utkämpades mellan romerska republiken och en gallisk allians år 225 f.Kr.  Slaget stod vid Telamon. Romarna leddes av konsulerna Gaius Atilius Regulus och Lucius Aemilius Papus. Romarna vann slaget och ökade sitt inflytande över norra Italien.

## Bakgrund
Rom hade levt i fred med de cisalpinska folkstammarna vid floden Po i många år och det galliska folkslaget bojerna hade till och med hjälpt till att mota tillbaka ett angrepp från transalpina galler år 230 f.Kr. När Rom beslagtog Picentum, som varit galliskt område, år 234 f.Kr. väckte detta ont blod hos bojer och insubrer. Året därpå betalade bojer och insubrer en transalpin grupp, gaesatae, för att kämpa tillsammans med dem mot Rom. Romarna å sin sida gav den  kartagiska generalen Hasdrubal obegränsad kontroll över Hispania så att de kunde koncentrera sig på den uppblossande galliska konflikten. Man bad därefter sina allierade om trupper. 
Gallerna passerade Etrurien och började marschera mot Rom, där de romerska trupperna som var stationerade vid Clusium möte dem, tre dagars marsch från Rom. Gallerna gjorde sken av att stanna vid sin truppläger men begav sig istället till Faesulae där de byggde försvarsanordningar. När romarna attackerade hade gallerna en överlägsen position och dödade 6.000 romare. Slaget vid Faesulae var ett faktum. Samma natt anlände den romerske befälhavaren och konsuln Lucius Aemilius Papus och slog läger i närheten. Gallerna retirerade till den etruskiska kusten efter råd av sina allierade.

## Redogörelse för slaget
Den andra konsuln, Regulus, anlände från Sardinien med sina trupper till orten Telamon med sina trupper. Regulus placerade sina trupper på en kulle ovanför en väg som gallerna måste passera. Gallerna kände inte till att Regulus hade anlänt, vilket gjorde att de underskattade det kavalleri som krävdes för att inta kullen. En hård strid utkämpades, Regulus dödades och hans huvud togs tillbaka till gallernas läger. Slutligen säkrade romarna kullen. Omkring 40.000 galler dödades och 10.000 tillfångatogs i slaget vid Telamon och efter slaget genomförde Papus en bestraffningsexpedition mot bojerna.